# Kępa Rybacka
Kępa Rybacka – wieś w Polsce położona w województwie warmińsko-mazurskim, w powiecie elbląskim, w gminie Elbląg. Leży na obszarze Żuław Elbląskich.
Wieś komornictwa zewnętrznego Elbląga w XVII i XVIII wieku. W latach 1975–1998 miejscowość administracyjnie należała do województwa elbląskiego.